# Dacono
Dacono es una ciudad ubicada en el condado de Weld en el estado estadounidense de Colorado. En el Censo de 2010 tenía una población de 4.152 habitantes y una densidad poblacional de 201,62 personas por km².

## Geografía
Dacono se encuentra ubicada en las coordenadas 40°3′44″N 104°56′59″O / 40.06222, -104.94972. Según la Oficina del Censo de los Estados Unidos, Dacono tiene una superficie total de 20.59 km², de la cual 20.56 km² corresponden a tierra firme y (0.18%) 0.04 km² es agua.

## Demografía
Según el censo de 2010, había 4.152 personas residiendo en Dacono. La densidad de población era de 201,62 hab./km². De los 4.152 habitantes, Dacono estaba compuesto por el 77.12% blancos, el 0.7% eran afroamericanos, el 0.96% eran amerindios, el 2.07% eran asiáticos, el 0% eran isleños del Pacífico, el 15.56% eran de otras razas y el 3.59% pertenecían a dos o más razas. Del total de la población el 34.97% eran hispanos o latinos de cualquier raza.